# Biblioteca parlamentaria nacional de Ucrania

## Biblioteca nacional de Ucrania Yaroslav Mudry
La Biblioteca nacional de Ucrania Yaroslav Mudry (en ucraniano: Національна бібліотека України імені Ярослава Мудрого; antes - Biblioteca parlamentaria nacional de Ucrania ) es una de las bibliotecas nacionales de Ucrania, y una de las bibliotecas más grandes del país. Fue inaugurada en 1866 como la biblioteca pública de la ciudad Kiev (rus. Kiev) y actualmente opera como la biblioteca legislativa nacional.
El Edificio principal de la biblioteca esta en la Plaza Europea en el centro de Kiev, construido en 1911, con el diseño de los arquitectos Z. Kliave y A. Krivosheyev.
Durante más de 150 años de existencia de la biblioteca, obtuvo más de 4 millones de piezas en su colección (que comenzó como una colección privada), además se recopiló una gran colección de grabados tempranos, y de libros raros y valiosos.
Durante la Segunda Guerra Mundial, la biblioteca sufrió graves daños y más de 50.000 publicaciones fueron sacadas de sus lugares. El edificio de la biblioteca fue incendiado por las tropas nazis en su retirada en noviembre de 1943, y durante una sola noche de llamas, la biblioteca perdió más de 300.000 ediciones incluyendo 7.000 manuscritos, libros y publicaciones periódicas anteriores prerrevolucionarios
Desde 1944, la colección de la biblioteca fue reconstruida de nuevo.